# 坎貝爾縣 (肯塔基州)
坎貝爾縣（英語：Campbell County）是美國肯塔基州北部的一個縣，東、北隔俄亥俄河與俄亥俄州相望。面積413平方公里。根据美國2000年人口普查，共有人口88,616人。縣治亞歷山德里亞（Alexandria）和紐波特（Newport）。
成立於1794年12月17日。縣名紀念州議員約翰·坎貝爾。

## 城市
- 克雷斯特韋